# Reeva
Reeva war ein schwedischer Hersteller von Automobilen.

## Unternehmensgeschichte
Das Unternehmen unter Leitung von Dan Werbin war auf dem Landgut Reeva bei Lidköping ansässig. Partner war Holger Brånby. 1964 begann die Produktion von Automobilen. 1968 endete die Produktion nach mehr als 20 hergestellten Exemplaren. Dan Werbin war später für Volvo tätig.

## Fahrzeuge
Das Unternehmen stellte Sportwagen her. Einige entstanden auf dem Fahrgestell des VW Käfer und wurden vom Vierzylinder-Boxermotor des VW angetrieben. Andere verfügten über einen Rohrrahmen und einen V8-Motor. Die Karosserien bestanden aus Kunststoff.